# 甘衣かおり
甘衣 かおり（あまい かおり、1983年2月4日 - ）は、日本のAV女優。

## 略歴
雑誌などのグラビアモデルを経て、2003年にAVデビュー。
1度引退するが、2005年に復帰。以降は不定期ながらAV出演を続けている

## 出演作品

### アダルトビデオ（オリジナル作品）
- 酸いも甘いも…（2003年8月22日、シャイ企画）　※デビュー作
- aggressive 甘い誘惑（2003年9月26日、シャイ企画）
- DOLL@Z どおるず（2003年10月31日、シャイ企画）
- 襦袢 〜浅き夢みし〜（2003年11月28日、シャイ企画）
- 甘衣かおり SPECIAL EDITION (2004年7月23日、シャイ企画)
- いじめられっ女教師（2004年10月22日、笠倉出版社）
- 凌辱新約性書（2005年5月7日、麒麟堂）共演：三代目葵マリー
- 家庭教師 陵辱レイプ 猟姦 file 01（2005年5月18日、Black Caiman）
- PHOENIX 復活（2005年10月1日、アイデアポケット）
- 淫猥女教師 立花里子、月丘うさぎ、甘衣かおり、Kay.、すぎはら美里 (2005年10月21日、笠倉出版社)
- 6 COLLECTION（2005年11月1日、アイデアポケット）
- KRUSHMEMORY（2005年12月1日、アイデアポケット）
- 完全流出（2006年4月14日、オブテイン・フューチャー）
- 初パイパン初アナル（2007年7月16日、マキシング）
- 真性中出し 女犯（2008年9月19日、桃太郎映像出版）

他